# Makhlouf Eldaoudi
 (août 2021).
Si vous disposez d'ouvrages ou d'articles de référence ou si vous connaissez des sites web de qualité traitant du thème abordé ici, merci de compléter l'article en donnant les références utiles à sa vérifiabilité et en les liant à la section « Notes et références ».
Makhlouf Eldaoudi (1825-1909 ; en hébreu : מכלוף אלדאודי) était le Hakham Bachi (titre ottoman pour Grand-Rabbin) de la communauté juive d'Acre, Haifa, Safed et Tiberiade (1889–1909).

## Biographie
Né au sein d'une famille séfarade à Marrakech, au Maroc, il émigra, encore enfant, avec sa famille en Palestine. Son père David était un descendant du poète Hiyya al-Daudi (célèbre poète et rabbin andalou du XIIe siècle) et faisait partie de l'élite juive de l'époque. Makhlouf Eldaoudi devint rabbin dans sa jeunesse, et sa connaissance de multiples langues lui permit d'accomplir des voyages dans de nombreux pays. Il écrivit trois livres religieux mais ceux-ci ne furent jamais publiés.
En 1889 il fut désigné Hakham Bachi par les autorités ottomanes avec la permission du sultan Abdul Hamid II.
Il mourut à Safed âgé de 83 ans.